# Gus G.

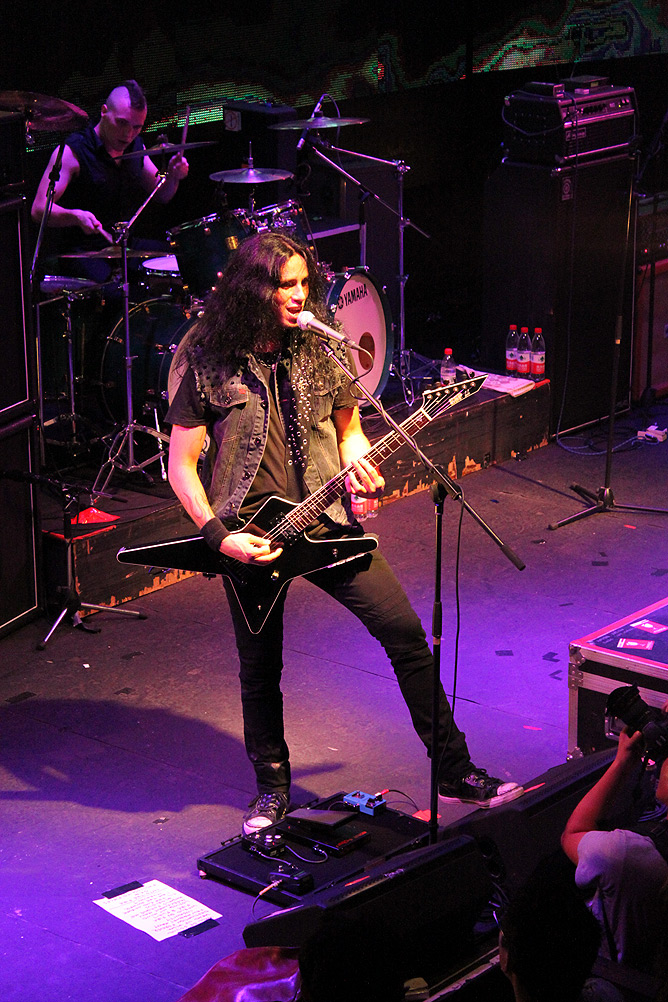
Gus G. (2012)

Konstantinos Karamitroudis (griechisch: Κωνσταντίνος Καραμητρούδης; * 12. September 1980 in Thessaloniki), bekannt als Gus G., ist ein griechischer Heavy-Metal-Gitarrist. Er spielt aktuell in seiner Band Firewind sowie unter dem nach ihm benannten Solo-Projekt. Früher war er zudem für Ozzy Osbourne, Mystic Prophecy, Nightrage, Arch Enemy und Dream Evil tätig.

## Werdegang
Gus G. begann das Gitarrespielen mit zehn Jahren. Frühe Einflüsse waren Peter Frampton und Al Di Meola. Mit 18 Jahren verließ Gus G. Griechenland, um sich am Berklee College of Music einzuschreiben. Diese Ausbildung brach er nach wenigen Wochen ab und begann, sich einen Namen als Metal-Gitarrist zu machen. Besonders der Kontakt mit Joe Stump, den er in Berklee kennengelernt hatte, brachte ihn musikalisch voran.
2005 ersetzte er zeitweise Christopher Amott bei Arch Enemy, spielte beim Ozzfest und auch auf dem Album Doomsday Machine, beim Stück Taking Back My Soul. 2009 wurde er Nachfolger von Zakk Wylde in Ozzy Osbournes Band und spielte 2010 auf Osbournes Album Scream. Mit Firewind veröffentlichte er bis 2020 neun reguläre Alben. Das 2020 erschienene Album wurde nach der Band selbst betitelt.
Am 17. März 2014 erschien I Am the Fire, sein erstes Soloalbum. Darauf sind Mats Léven (Gesang, Candlemass), Jeff Scott Soto (Gesang, Trans-Siberian Orchestra, Ex-Axel Rudi Pell), Michael Starr (Gesang, Steel Panther), Tom S. Englund (Gesang, Evergrey), Alexia Rodriguez (Gesang, Eyes Set to Kill), Jacob Bunton (Gesang, Adler), Joey „Chicago“ Walser (Gesang, Devour The Day), Blake Allison (Gesang, Devour The Day), Billy Sheehan (Bass, Mr. Big, The Winery Dogs), David Ellefson (Bass, Megadeth), Marty O’Brien (Bass, Lita Ford), Daniel Erlandsson (Schlagzeug, Arch Enemy) und Jeff Friedl (Schlagzeug, A Perfect Circle) zu hören. Für das erste Lied, My Will Be Done (mit Mats Léven), wurde bereits ein Musikvideo produziert. Während er bei seinem Soloprojekt bis 2015 neben der Gitarre auch noch Keyboards und Bass bediente, konzentrierte er sich auf dem 2021 erschienenen Instrumentalalbum Quantum Leap ausschließlich auf sein Hauptinstrument.

## Equipment
Gus G. spielt Jackson Guitars (teilweise auch ESP Guitars ) und seinen Signature-Verstärker Blackstar Blackfire 200.

## Diskografie (Auswahl)
- 2001: Guitar Master (Diginet Music, Album)
- 2014: I Am the Fire (Century Media Records, Album)
- 2015: Brand New Revolution (Century Media Records, Album)
- 2018: Fearless (AFM Records, Album)
- 2021: Quantum Leap (AFM Records, Album)